# Radu Lazăr
Radu Lazăr (n. 21 decembrie 1947, București, România) este un fost jucător român de polo pe apă. El a concurat la Jocurile Olimpice de vară din 1972.